# Пастор Шепард
"Пастор Шепард (англ. Pastor Shepherd) — американский фильм-комедия, снятый в 2010 году.

## Сюжет
Пожилая мать пастора Шепарда опустошает семейный бюджет, покупая лекарства и жертвуя деньги телепроповедникам. Шепарда увольняют с работы и вскоре он отправляется в путешествие, изменившее его жизнь навсегда.